# Thomas Refsum
Thomas Thorstensen Refsum (ur. 18 lutego 1878 w Sørum, zm. 18 grudnia 1957 tamże) – norweski strzelec, olimpijczyk.
Uczestnik Letnich Igrzysk Olimpijskich 1912, na których wystartował w dwóch konkurencjach. Zajął 26. miejsce w strzelaniu z karabinu dowolnego w trzech postawach z 300 m i 41. pozycję w karabinie wojskowym w dowolnej postawie z 600 m (startowało odpowiednio 84 i 85 strzelców).

## Wyniki

### Igrzyska olimpijskie
| Igrzyska       | Konkurencja                              | Wynik                  | Miejsce | Źródło |
| -------------- | ---------------------------------------- | ---------------------- | ------- | ------ |
| Sztokholm 1912 | Karabin dowolny, trzy postawy, 300 m     | 905 pkt. (305–306–294) | 26      | [ 1 ]  |
| Sztokholm 1912 | Karabin wojskowy, dowolna postawa, 600 m | 76 pkt.                | 41      | [ 2 ]  |